# Irina Bespálova
Irina Nikoláyevna Bespálova –en ruso, Ирина Николаевна Беспалова– (Arcángel, URSS, 31 de mayo de 1981) es una deportista rusa que compitió en natación.
Ganó una medalla de plata en el Campeonato Europeo de Natación en Piscina Corta de 2011, en el relevo 4 × 50 m estilos. Participó en dos Juegos Olímpicos de Verano, en los años 2008 y 2012, ocupando el cuarto lugar en Londres 2012, en la prueba de 4 × 100 m estilos.

## Palmarés internacional
| Campeonato Europeo en Piscina Corta | Campeonato Europeo en Piscina Corta | Campeonato Europeo en Piscina Corta | Campeonato Europeo en Piscina Corta |
| Año                                 | Lugar                               | Medalla                             | Prueba                              |
| ----------------------------------- | ----------------------------------- | ----------------------------------- | ----------------------------------- |
| 2011                                | Szczecin (Polonia)                  | Medalla de plata                    | 4 × 50 m estilos                    |